# Realgar
Realgar, auch als Rubinschwefel und rotes Arsenik (lateinisch Arsenicum rubrum) oder in Pigmentform als Rauschrot bekannt, ist ein eher selten vorkommendes Mineral aus der Mineralklasse der „Sulfide und Sulfosalze“ mit der chemischen Zusammensetzung As4S4 (Summenformel) und damit chemisch gesehen ein Arsensulfid, genauer Arsen(II)-sulfid.
Realgar kristallisiert im monoklinen Kristallsystem und entwickelt oft prismatische, längsgestreifte Kristalle bis etwa 12 cm Größe. Er findet sich aber auch in Form von körnigen bis derben Mineral-Aggregaten sowie krustigen Überzügen. Frische Mineralproben sind durchsichtig und von leuchtend roter bis orangeroter Farbe mit einem fett- bis diamantähnlichen Glanz auf den Oberflächen.

## Etymologie und Geschichte
Der Name Realgar (lateinisch Arsenicum rubrum) stammt aus dem Arabischen rahdsch al-ghar / رهج الغار / rahǧ al-ġār und bedeutet so viel wie „Höhlenpulver“, weil man dieses Mineral aus Minen gewann. Eine alternative Namensentstehung wird als Lesefehler aus dem Arabischen diskutiert rhag al-far (Pulver Ratten), was auf die seit dem Mittelalter bekannte Nutzung als Rattengift oder Mäusegift hinweist.
Die Erstbeschreibung wurde von Johan Gottschalk Wallerius, einem schwedischen Chemiker und Mineralogen im Jahre 1747 durchgeführt. Die Typlokalität ist nicht definiert, da das „rote Schwefelarsen“ Realgar (früher auch sandaracum und ähnlich genannt) schon in der Antike bekannt war.

## Klassifikation
In der veralteten 8. Auflage der Mineralsystematik nach Strunz gehörte der Realgar zur Mineralklasse der „Sulfide und Sulfosalze“ und dort zur Abteilung der „Komplexen Sulfide (Sulfosalze)“, wo er zusammen mit Patrónit die „Patronit-Realgar-Gruppe (mit ausgesprochen nichtmetallischem Charakter)“ und den weiteren Mitgliedern Auripigment, Dimorphin, Gerstleyit, Getchellit, Metastibnit und Patrónit bildete. Diese Gruppe gehörte zum Anhang der „Galenobismutit-Cosalit-Gruppe“ mit der System-Nr. II/D.08 und den Hauptmitgliedern Cannizzarit, Cosalit, Galenobismutit, Giessenit, Kobellit, Lillianit, Ustarasit und Weibullit sowie den seit 2006 diskreditierten Mineralen Bonchevit und Bursait.
Im Lapis-Mineralienverzeichnis nach Stefan Weiß, das sich aus Rücksicht auf private Sammler und institutionelle Sammlungen noch nach dieser alten Form der Systematik von Karl Hugo Strunz richtet, erhielt das Mineral die System- und Mineral-Nr. II/F.02-30. In der „Lapis-Systematik“ entspricht dies der Abteilung „Sulfide mit nichtmetallischem Charakter“, wobei in den Gruppen II/F.02 und II/F.03 die Arsen-Sulfide eingeordnet sind. Realgar bildet hier zusammen mit Alacránit, Anauripigment (Anorpiment), Auripigment, Bonazziit, Dimorphin, Duranusit, Laphamit, Pararealgar und Uzonit eine eigenständige, aber unbenannte Gruppe (Stand 2018).
Die seit 2001 gültige und von der International Mineralogical Association (IMA) bis 2009 aktualisierte 9. Auflage der Strunz'schen Mineralsystematik ordnet den Realgar ebenfalls in die Klasse der „Sulfide und Sulfosalze“, dort allerdings in die Abteilung der „Sulfide von Arsen, Alkalien; Sulfide mit Halogeniden, Oxiden, Hydroxiden, H2O“ ein. Diese ist zudem weiter unterteilt nach der Art der in der Formel enthaltenen Elemente, so dass das Mineral entsprechend seiner Zusammensetzung in der Unterabteilung „mit As, (Sb), S“ zu finden ist, wo es als einziges Mitglied die unbenannte Gruppe 2.FA.15a bildet.
Auch die Systematik der Minerale nach Dana ordnet den Realgar in die Klasse der „Sulfide und Sulfosalze“ und dort in die Abteilung der „Sulfidminerale“ ein. Hier ist er namensgebendes Mineral der „Realgargruppe“ mit der System-Nr. 02.08.22 und den weiteren Mitgliedern Alacránit, Pararealgar und Uzonit innerhalb der Unterabteilung der „Sulfide – einschließlich Seleniden und Telluriden – mit der Zusammensetzung AmBnXp, mit (m+n):p=1:1“.

## Chemismus
Die idealisierte Zusammensetzung von Realgar (AsS) besteht aus Arsen und Schwefel im Stoffmengenverhältnis von 1 : 1. Dies entspricht einem Massenanteil (Gewichtsprozent) von 70,03 Gew.-% As und 29,97 Gew.-% S.
In der Natur tritt Realgar überwiegend stoffrein auf. So ergab die Analyse von Mineralproben aus dem Binntal beispielsweise eine bis auf 0,11 Gew.-% nicht weiter aufgeschlüsselte Fremdbeimengungen eine fast ideale Zusammensetzung.

## Kristallstruktur
Realgar kristallisiert in der monoklinen Raumgruppe P21/n (Raumgruppen-Nr. 14, Stellung 2) mit den Gitterparametern a = 9,32 Å; b = 13,57 Å; c = 6,59 Å und β = 106,4° sowie vier Formeleinheiten pro Elementarzelle.
Die Elementarzelle der chemischen Verbindung ist käfigförmig, wobei im Kristall innerhalb der Käfige starke, kovalente Bindungen und zwischen den Käfigen schwache Van-der-Waals-Bindungen herrschen, was auch die chemische Unbeständigkeit erklärt. Im einzelnen Käfig sind die Arsen-Atome (Oxidationsstufe: +2) jeweils mit einem weiteren Arsen- und zwei Schwefelatomen verbunden. Die Schwefelatome (Oxidationsstufe: −2) besitzen jeweils 2 Bindungen zu Arsen-Atomen.
| Kristallstruktur von Realgar |
| - mit Blickrichtung parallel zur a-Achse - mit Blickrichtung parallel zur b-Achse - mit Blickrichtung parallel zur c-Achse - mit Blickrichtung parallel der Ebene a–b - räumliche Darstellung in der kristallographischen Standardausrichtung |
| Farbtabelle: _ As 0 _ S |

## Eigenschaften
Realgar ist sehr instabil und zerfällt an der Luft unter Lichteinwirkung im visuellen Spektralbereich in Auripigment (As2S3) und Arsenik (As2O3) beziehungsweise Pararealgar (AsS). In Säuren und Kalilauge ist er teilweise löslich und entwickelt dabei giftige Dämpfe, die nach Knoblauch riechen. Das entstehende Gas ist Arsenwasserstoff.
Vor dem Lötrohr lässt sich Realgar leicht schmelzen, wobei er mit bläulichweißer Flamme verbrennt und sich ebenfalls ein starker Geruch nach Knoblauch entwickelt.
Realgar hat farblich eine gewisse Ähnlichkeit mit Cinnabarit (Zinnober) und Rubin. Beide kristallisieren jedoch trigonal und sind entweder viel schwerer (Cinnabarit) oder härter (Rubin) als Realgar und dadurch gut von diesem zu unterscheiden. Verwechslungsgefahr besteht dagegen eher mit Getchellit, der nicht nur farblich sehr ähnlich ist, sondern auch im gleichen Kristallsystem kristallisiert und mit den gleichen Begleitmineralen (vor allem Auripigment, Cinnabarit, Stibnit) vergesellschaftet auftreten kann.

## Modifikationen und Varietäten
Die Verbindung As4S4 ist polymorph, das heißt, sie kann bei gleicher Zusammensetzung in unterschiedlichen kristallographischen Modifikationen vorkommen. Alle bisher bekannten As4S4-Modifikationen kristallisieren dabei zwar im monoklinen Kristallsystem, jedoch mit anderer Raumgruppe und anderen Gitterparametern. Die bei einer Temperatur von unter 250 °C kristallisierende Phase ist als Realgar (α-As4S4) bekannt und die bei über 250 °C als β-Realgar (β-As4S4). Weitere Modifikationen sind Pararealgar (γ-As4S4) und Alacránit.

## Bildung und Fundorte

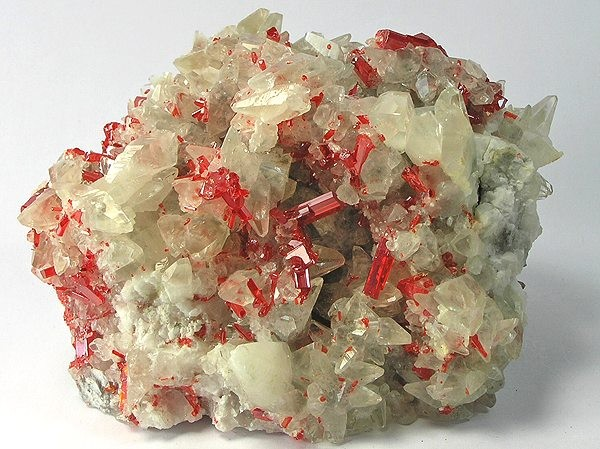
Realgar und Calcit aus der Jiepaiyu Mine (auch Shimen Mine), Changde, Hunan, China

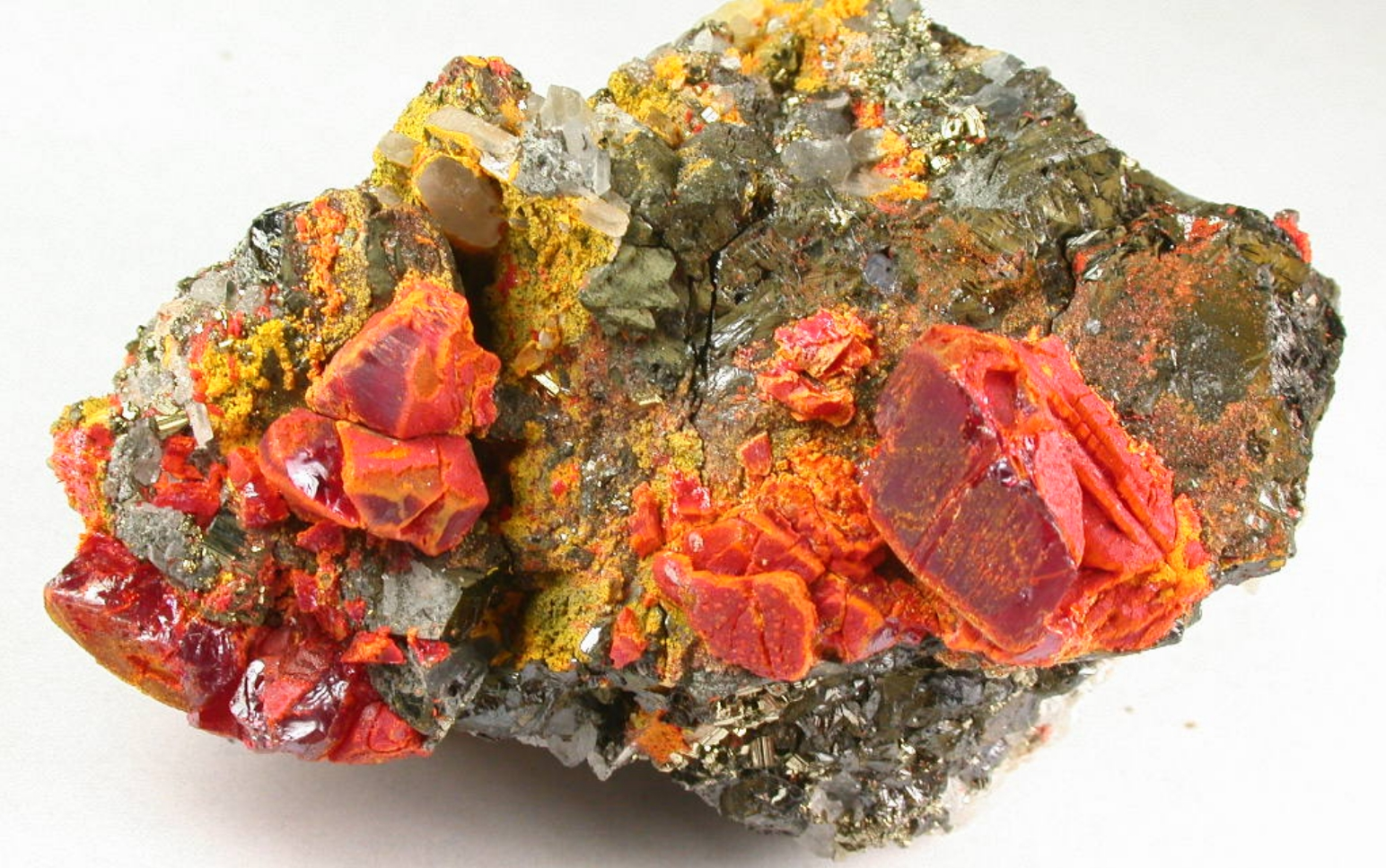
Mehrfachparagenese mit Realgar (rot), Sphalerit (schwarz), Auripigment (gelborange) und Pyrit (goldfarbig) aus der Palomo Mine, Provinz Castrovirreyna, Huancavelica, Peru

Als typisches Sekundärmineral bildet sich Realgar zusammen mit dem verwandten Auripigment in Hydrothermal-Adern und -Quellen. Er entsteht durch Zersetzung anderer arsenhaltiger Minerale wie dem Arsenopyrit, aber auch durch Resublimation vulkanischer Gase. Neben Auripigment und den bereits genannten Mineralen Cinnabarit und Stibnit können als Begleitminerale unter anderem noch Arsenolith und andere Arsenminerale sowie Calcit und Baryt auftreten.
Als eher seltene Mineralbildung kann Realgar an verschiedenen Fundorten zum Teil zwar reichlich vorhanden sein, insgesamt ist er aber wenig verbreitet. Weltweit sind bisher rund 750 Fundstätten dokumentiert. Bekannt aufgrund außergewöhnlicher Realgarfunde sind unter anderem die Carbonat- und Arsen-Lagerstätten der Jiepaiyu Mine (auch Shimen Mine) nahe Changde in der chinesischen Provinz Hunan, wo Kristalle von teilweise über 10 cm Länge zutage traten. Im Steinbruch Lengenbach mit metamorphen Arsensulfiden- und Sulfosalzen im Binntal im Schweizer Kanton Wallis konnten immerhin bis zu 8 cm lange Kristalle gefunden werden und in den polymetallischen Lagerstätten der Getchell Mine bis zu 7 cm lange Kristalle.
In Deutschland fand sich Realgar bisher vor allem in verschiedenen Gruben der Landkreise Breisgau-Hochschwarzwald, Ortenau, Rottweil und Waldshut sowie im Bergbaurevier Reinerzau in Baden-Württemberg und in mehreren Gruben im Erzgebirgskreis, beispielsweise in den Revieren Schlema-Alberoda-Hartenstein, Neustädtel (Schneeberg) und Freiberg. Wenige Fundstätten sind auch in Bayern, Hessen, Niedersachsen, Sachsen-Anhalt und Thüringen bekannt.
In Österreich konnte das Mineral bisher vorwiegend in Kärnten (Bad St. Leonhard im Lavanttal, Dellach im Drautal, Lölling), aber auch in Salzburg, der Steiermark, Tirol und Vorarlberg gefunden werden.
Weitere Fundorte liegen unter anderem in Albanien, Argentinien, Australien, Bolivien, Bulgarien, Chile, Frankreich, Georgien, Griechenland, Indonesien, Iran, Italien, Japan, Kanada, Kirgisistan, Mexiko, Nordmazedonien, Peru, Rumänien, Russland, Serbien, der Slowakei, Spanien, Tschechien, der Türkei, Ungarn und den Vereinigten Staaten von Amerika.
Auch in Mineralproben aus der submarinen, epithermalen Mineralisation des Whakatane-Grabens nahe der Nordküste der Nordinsel Neuseelands konnte Realgar nachgewiesen werden.

## Verwendung
Realgar wurde wegen seiner nicht mischbaren orangeroten Farbe bereits im Altertum als Pigment verwendet. Er findet sich auch in mittelalterlicher Buch- und Tafelmalerei; Tizian verwendete es z. B. im Mantel des Zimbelnspielers im Ölbild Bacchus und Ariadne (entstanden 1520–23). Im Mittelalter fand Realgar auch in der Medizin und bei der Glasherstellung Verwendung. So wurde Realgar früher in taoistischen Statuen verwendet. Durch den Umgang der Taoisten mit den Statuen wurden diese von Parasitenbefall geheilt, da die resorbierte Menge an Arsen ausreichend zum Abtöten der Parasiten, aber nicht letal für die Taoisten war. Aus diesem Grund wurde den Statuen im Taoismus eine heilende Wirkung zugeschrieben.
Heute darf es wegen seiner extremen Giftigkeit nur noch in Ausnahmefällen und unter besonderen Sicherheitsvorkehrungen als Pigment verwendet werden. Für Spezialanwendungen der Restaurierung ist es noch im Fachhandel erhältlich. Für andere Zwecke lässt es sich durch moderne synthetische Pigmente wie etwa Teerfarbstoffe (Perylenrot) ersetzen. Außerdem wird es heute in der Pyrotechnik, aber auch bei der Pestizidproduktion eingesetzt.

## Vorsichtsmaßnahmen
Realgar enthält einen hohen Arsenanteil von ca. 70 Gewichtsprozent und wird daher als giftige Substanz (H-Sätze H301 Giftig bei Einatmen, H331 Giftig bei Verschlucken, H410 Sehr giftig für Wasserorganismen mit langfristiger Wirkung) eingestuft. Präzise Angaben über die Giftigkeit sind aber kaum möglich, da ein Zerfallsprodukt von Realgar an der Luft das Arsenik ist, welches auf Grund seiner guten Löslichkeit eine wesentlich höhere Giftigkeit als reines Arsen besitzt. Die oral aufgenommene, tödliche Dosis kann für den Menschen allerdings bereits bei weniger als 0,1 g liegen.
Der Umgang mit Realgar erfordert besondere Vorsichtsmaßnahmen, wie: unter Verschluss aufbewahren, Schutzhandschuhe, Mundschutz und Augenschutz benutzen; bei der Arbeit nicht essen, trinken, rauchen; Freisetzung in die Umwelt vermeiden und als gefährlicher Abfall zu entsorgen. Beim Transport relevanter Mengen fällt es unter Gefahrgutklasse 6.1 mit der Gefahrnummer 60 über der UN-Nummer 1557.